# Coffy – die Raubkatze
Coffy – die Raubkatze ist ein US-amerikanischer Spielfilm aus dem Jahr 1973. Er wird dem Blaxploitation-Genre zugerechnet und handelt vom Rachefeldzug der durch Pam Grier verkörperten Afroamerikanerin Coffy.

## Handlung
Die Krankenschwester „Coffy“ Coffin will für ihre abhängige Schwester Rache nehmen an der Drogenmafia, die ihre Stadt im Griff hält. Sie nutzt ihre Attraktivität, um Drogendealer in ihre Wohnungen zu locken und dort zu töten. Coffy hat eine Beziehung mit Howard Brunswick, einem Anwalt in Diensten der Stadt, den sie bewundert, weil er soziale Probleme mit den Mitteln des Gesetzes zu lösen versucht.
Das nächste Ziel sollen der Zuhälter „King George“ und der Mafiaboss Arturo Vitroni sein. Um Informationen über King George zu bekommen, befragt sie eine Drogenabhängige, die sie als ehemalige Patientin kennt. Diese wird von ihr äußerst brutal behandelt, was Coffy damit rechtfertigt, dass sie weiterhin Drogen nimmt.
Coffy gibt sich als Jamaikanerin aus, wodurch es ihr gelingt, King Georges Interesse zu wecken. Eine der Prostituierten wird dadurch eifersüchtig und es kommt zu einem Raufhandel zwischen den beiden Frauen. Dies erregt wiederum die Aufmerksamkeit des Mobsters Arturo Vitroni, der sie für die nächste Nacht zu sich einlädt. Coffy will diese Gelegenheit nutzen, um den Gangster zu ermorden, wird aber durch dessen Männer im letzten Moment überwältigt. Sie behauptet, King George habe sie mit dem Mord beauftragt, woraufhin dieser von Vitronis Männern brutal getötet wird. Als Coffy Howard Brunswick bei einem Treffen mit einigen Gangstern vorgeführt wird, findet sie heraus, dass ihr Freund von der Mafia gekauft wurde. Er leugnet, sie zu kennen, woraufhin Coffy fortgebracht wird, um getötet zu werden. Sie nutzt aber wiederum ihre Reize, um ihre Mörder zu überwältigen und mit einer Glasscherbe zu töten.
Anschließend ermordet sie den Boss Vitroni in seinem Haus und fährt zu Brunswick, um auch ihn umzubringen. Er bettelt um Vergebung und kann Coffy zunächst überzeugen, ihn zu verschonen. Als aber eine nackte weiße Frau aus seinem Schlafzimmer kommt, schießt Coffy Brunswick in den Unterleib, womit sie ihre Rache vollendet.

## Kritik
„Sehr bedenkliches Action-Drama, das Selbstjustiz und das Recht des Stärkeren propagiert.“

## Geschichte
Der Regisseur Jack Hill erzählte, dass die Idee für das Projekt entstand, als American International Pictures die Rechte an dem Film Cleopatra Jones verlor. Larry Gordon, der Produktionschef des Unternehmens, beauftragte Hill, einen Film über eine starke afroamerikanische Frau zu drehen, um Cleopatra Jones vom Markt zu drängen. Hill wollte mit Pam Grier arbeiten, die er von früheren Dreharbeiten kannte (The Big Doll House, 1971). Coffy wurde für 2 Mio. US-Dollar realisiert und spielte mehr Geld ein als Cleopatra Jones.
Wegen der zu dieser Zeit sehr ungewöhnlichen starken weiblichen (und schwarzen) Hauptrolle sorgte der Film für Aufsehen und machte Pam Grier zu einer Ikone des Genres. 1981 wurde ein Remake mit einer komplett weißen Besetzung gedreht (Lovely But Deadly).